# Бастриков, Георгий Владимирович
Георгий Владимирович Бастриков (14 декабря 1914 — 1 марта 1979) — советский шахматист, мастер спорта СССР (1958), тренер.
Выступал за «Спартак» (Свердловск). Участник многих первенств РСФСР (лучший результат — в 1958 — 8—9 места), полуфиналов первенства СССР (XVII — 5—6). 4-кратный чемпион Свердловской области (последний раз — в 1962 году).

## Биография
В Свердловск приехал в середине 1930-х годов. В довоенные годы трижды стал победителем областных первенств. Свой первый титул чемпиона области завоевал в 1936 году, а в чемпионатах 1938 и 1940 годов повторил свой успех.
Был одним из первых руководителей шахматного кружка свердловского Дворца пионеров и школьников. В кружке проработал два года, до 1941 года. В начале 1940-х уволился из кружка и к тренерской деятельности вернулся уже только в 1950-е годы.
С 1960-х гг. тренировал юношескую сборную РСФСР. Среди его учеников — Наум Рашковский.
В составе сборной РСФСР бронзовый призёр командного чемпионата СССР 1948 года.
В 1970-е возглавил шахматный кружок в Свердловском обществе инвалидов и руководил им до самой своей кончины 1 марта 1979 года.
Скончался после тяжёлой и продолжительной болезни. Похоронен на Широкореченском кладбище Екатеринбурга.
Шахматист средней руки прославился, когда Роберт Фишер на чемпионате США (1958-59) обыграл Самуэля Решевского, повторив партию Бастриков — Шамкович, сыгранную ранее на первенстве РСФСР в Сочи (1958):
1. е4 с5 2. Кf3 Кс6 3. d4 cd 4. К:d4 Kf6 5. Kc3 g6 б. Ce3 Cg7 7. Cc4 0-0 8. Cb3 Kа5? 9. е5! Kе8? 10. C:f7+! Чёрные сдались
В 1993—1996 годах в Екатеринбурге проводились турниры памяти Г. В. Бастрикова.
Сын Юрий (1937—2011) — оперный певец (Большой театр оперы и балета Республики Беларусь), народный артист Беларуси. 